# 請問芳名
請問芳名（日语：君の名は）是日本的廣播劇，因為故事受到歡迎，後來被改編為電影、電視劇、舞台劇，甚至再度重新製作廣播劇。

## 故事
東京大空襲的那一夜，正當燒夷彈不斷被投下的時候，一對素昧平生的男女：真知子與春樹偶然相遇了。真知子在春樹的幫助下逃過一劫，兩人逃到了銀座的數寄屋橋。在確定彼此都安然無恙後，他們都沒有詢問對方的名字就分別了，但卻約定半年後要在這座橋相見，若有一方半年後沒有前來，則再延後半年相會。就這樣兩人的命運開始牽絆在一起，半年後並沒有見到面，直到再隔半年相會時，真知子已經準備要嫁為人妻了。但是婚後的真知子與丈夫生活並不美滿，為此感到苦惱。此後便以真知子及春樹為中心，演繹他們二人及其周圍相關人物的故事。

## NHK廣播連續劇
每當節目開演時，便由旁白來宮良子說出開場白：「忘卻就是將過往的記憶遺忘，但遺忘不去的是內心誓言要忘卻的悲哀啊。」音樂部份，由古關裕而作曲，他本人同時也擔任電風琴的演奏。由於當時的廣播劇為現場直播，所以劇中每一集的配樂也都是古關裕而的即興演奏。
- 後宮春樹：北澤彪
- 氏家真知子：
- 其他演員包括古川綠波、七尾伶子等

### 主題曲
- 「請問芳名」
作詞：菊田一夫
作曲：古關裕而
演唱：高柳二葉（廣播版）

後來發售黑膠唱片時，改由織井茂子演唱。

## 電影
共三部，另有總集編（精華篇）。
- 導演：大庭秀雄
- 製作時間： 1953年～1954年
- 演員
  - 氏家真知子：岸惠子
  - 後宮春樹：佐田啓二
  - 綾：淡島千景
  - 悠起枝：月丘夢路
  - 加瀨田修造：笠智眾
  - 濱口勝則：川喜多雄二
  - 濱口德枝：市川春代
  - 勘次：市川小太夫
  - 信枝：望月優子
  - 梢：小林俊子
  - 朝：野添瞳
  - 水澤謙吾：須賀不二男
  - 水澤奈美：淡路惠子
  - 橫山：三井弘次
  - 副島渡：大坂志郎
  - 由美：北原三枝
- 撮影地： 北海道美幌町・弟子屈町、三重縣志摩市（大王町、志摩町）・長崎縣雲仙溫泉等

### 主題曲・插入曲
请问芳名使用了包括以下歌曲作为其主题曲和插曲，其中歌曲「請問芳名」在第4回、第40回NHK紅白歌合戰中由織井茂子演唱，而「黑百合之歌」则于第6回NHK紅白歌合戰中同由織井茂子演唱。值得一提的是，織井茂子在第40会红白歌合战中演唱「請問芳名」时已经63岁11月有余，为当时年纪最大的红组歌手，这个记录直至2004年第55回NHK紅白歌合戰中被66岁9个月的岛仓千代子打破。
- 「請問芳名」（歌：織井茂子）
- 「黑百合之歌」（歌：織井茂子）
- 「難忘的人」（歌：伊藤久男）
- 「數寄屋橋哀歌」（歌：伊藤久男）
- 「遙遠的你」（歌：佐田啓二、織井茂子）
- 「綾之歌」（歌：淡島千景）
- 其他

與「請問芳名」相關歌曲的作詞、作曲，都是菊田一夫與古關裕而的組合。
台灣2009中視
- 「請問芳名」（歌：施文彬）
- 「緣盡情未了」（歌：楊靜+莊振凱）
- 「惜花」（歌：楊靜）
- 「愛到越深越傷自己」（歌：洪百慧）
- 「路燈照孤單」（歌：洪百慧+莊振凱）

## 舞台劇
本劇曾由寶塚歌劇團改編為舞台劇，但故事背景改為波蘭，並將標題改為華沙戀物語（ワルシャワの恋の物語），與當時的廣播劇及電影版有所不同。
- 劇本、導演：菊田一夫。
- 作曲、編曲：入江薰、中元清純
- 演出時間：分為二組在寶塚大劇場演出，1954年11月2日～29日為花組，12月1日～27日為星組。
- 演員
  - 花組　朱利安（春樹）：春日野八千代／愛麗娜（真知子）：新珠三千代
  - 星組　朱利安（春樹）：淀薰／愛麗娜（真知子）：鳳八千代

## 電視劇
直到今日，「請問芳名」已五度被改編為電視劇，分別如下。

### 1962年版
1962年10月2日至1963年4月9日，由富士電視台播出。
- 演員：津川雅彥、北林早苗、山岡久乃等。

### 1966年版
1966年5月23日至1967年1月28日，由日本電視台每週一到週六的13:00-13:45播出，全劇共216集。
- 劇本：岩井基成、柳川創造
- 演員：伊藤孝雄、萩玲子、有澤正子、池田忠夫、折原啓子、南佐斗子、田浦正巳、二瓶秀雄等
- 撮影地：北海道、淺蟲溫泉（青森縣）、佐渡島（新潟縣）、水上溫泉（群馬縣）、熱川溫泉（靜岡縣）、白濱溫泉（和歌山縣）

### 1970年版
1970年8月31日首播，由台灣電視台每週一播出的閩南語連續劇。
- 製作人：游娟
- 演員：石英、楊麗花、郭彩雲、田明、鄭小芬、廖軍達、梅芳、谷青、余天、陳淑芳、李鳳、田文仲、張健等

### 1976年版
1976年10月1日至12月24日，由朝日電視台毎週五21時播映，全13集。
- 劇本：花登筐
- 導演：山本孝則
- 演員：古谷一行、酒井和歌子、金田龍之介、森繁久彌等

### 1991年版（NHK晨間小說連續劇）
1991年4月1日至1992年4月4日播出，為NHK 晨間小說連續劇系列三十週年記念作品，也是晨間小說連續劇自從「阿信」播出以後連續播出一整年的連續劇（一般慣例為播出半年）。
本劇最高收視率為34.6%，平均收視率為29.1%，為當時歷年晨間小說連續劇裡最低者。在播出十五年後，於 2006年4月3日起曾在NHK-BS2重播。
本劇在播出以後，因為收視率低迷的關係，而採取了以下的措施：
- 編制多位編劇以因應編劇休養的需求
- 片頭曲在播出三個月後及播出至第二年（1992年）時，曲風有明顯的改變。
- 片頭加入「第X部『～編』」的字樣。

但是舊版的相關製作人士以及從前的影迷們，對於本劇仍有不少批判（尤其全劇又加入從前原作所沒有的後日談），使本劇不如從前受到歡迎。
此外，第五部的故事背景原本預定在長崎縣島原市，但因當時雲仙普賢岳火山爆發的關係而取消，將設定改為靜岡縣西伊豆。
第一部：（第一部尚未分編，未加標題）
第二部：「結婚編」
第三部：「出發・北海道編」
第四部：「再次相愛・志摩編」
第五部：「愛的去向・對決編」
第六部：「此後的二人・夫婦編」
- 原作：菊田一夫
- 劇本：井澤滿、橫光晃、小林政廣、星川泰子、宮村優子
- 音樂：池邊晉一郎
- 旁白：八千草薫
- 演奏：東京樂團
- 題字：篠田桃紅
- 考證：松平誠
- 考證協力：天野隆子
- 愛奴民俗關連監修：萱野茂
- 所作指導：鈴木宗卓
- 醫事指導：雨宮昭
- 方言指導：佐渡稔、山國成男、谷津勳、山中篤、岡部雅郎
- 撮影協力：三重縣志摩郡阿兒町、千葉縣野田市、新潟縣佐渡、靜岡縣西伊豆、北海道美幌町、同弟子屈町
- 制作：石井愼、松本守正
- 美術：藤井俊樹、岡本忠士、矢野隆士
- 技術：沖中正悦、渡部浩和、原滋
- 音響效果：田中正男、太田岳二、矢島清
- 撮影：中村和夫、川崎一彦、安田熙男
- 音聲：谷島一樹、大地祥嗣
- 照明：高橋伴幸、篠根正繼
- 記錄·編集：田中美砂、高室晃三郎、岡部敦子、上田裕里子
- 導演：宮澤俊樹、三井智一、長沖涉、原嶋邦明、伊豫田靜弘、一井久司　等

#### 演員
- 氏家（→濱口→後宮）真知子（女主角）：鈴木京香
- 後宮春樹（空襲時幫助真知子的男性）：倉田哲夫

東京（濱口家）
- 濱口勝則（真知子之夫）：布施博
- 濱口德枝（勝則之母・真知子的婆婆）：加藤治子

其他　東京的人士
- 小野瀨綾（真知子、春樹的朋友　佐渡出身）：石田步
- 美村蘭子（妓女）：佐藤友美
- 美村禮治（蘭子之夫，因戰爭而喪失記憶）：小坂一也
- 美村千枝子（美村夫妻的女兒，因戰爭而失蹤）：小川京子→川田美香
- 朝（妓女）：伊藤嘉奈子
- 石上梢（妓女）：河合美智子
- 加瀨田修造（元陸軍少將）：橋爪功
- 加瀨田岸枝（修造之妻，曙莊的管理人）：中原瞳
- 加瀨田和子（加瀨田夫妻之女）羽田美智子
- 田上麗子（天天教教祖）：益田愛子
- 岩間（副島）傳次（黑市出身的黑道）：宍戸開
- 瑪麗（加賀澤時子）（妓女，蘭子的對手）：伊佐山博子
- 永橋（勝則的上司）：加藤武
- 永橋清子（永橋之妻）：高田敏江
- 深野柳子（下町長家的房東）：樹木希林
- 住職（真知子與春樹舉行結婚典禮寺廟的住職）：鈴木清順
- 多比良良作（定彥的工作同事，稅務署職員）：蟹江敬三
- 木村五郎（戰時孤兒被蘭子收留，後欲考大學，租屋用功讀書中）：八百坂圭祐→大澤樹生
- 真知子之父（死於東京大空襲，勘次之弟）：富田浩太郎
- 真知子之母（死於東京大空襲）：泉好子

清宮家（東京）
- 清宮（→濱口）美子（勝則的第二任妻子）：豐田真帆
- 清宮田鶴子（美子之母）：稲垣美穗子

北海道　美幌、弟子屈
- 末永保（春樹的大學學長）：村田雄浩
- 松吉（從末永祖父那一代就在牧場工作的人）：高品格
- 由美（對春樹有好感的女孩）：松永麗子
- 三郎（在牧場工作的男性）：土門廣

新潟・佐渡
- 本間定彥（真知子與春樹的友人）：古館伊知郎
- 野添絹子（定彥之友・勘次的外遇對象）：早乙女愛
- 角倉勘次（真知子的伯父，「角勘」的主人）：宍戸錠
- 角倉信枝（真知子的伯母，「角勘」的女將）：佐佐木澄江
- 米夫（「角勘」的店員）：井上康
- 捨松（「角勘」的店員）；中野英雄
- 壽美代（捨松之妻）：山家千花
- 忠公（「角勘」的店員）：三井善忠

三重県・志摩
- 西崎（→後宮→水澤）悠起枝（春樹之姊）：田中好子
- 水澤謙吾（悠起枝的友人）：平田滿
- 戶村（→水澤）奈美（海女，謙吾之妻，後下落不明）：杉本彩
- 西崎（悠起枝元夫父親，原悠起枝公公）：森山周一郎
- 水澤房（謙吾之母）：小林俊江
- 長島（密輸組織的頭領）：鶴田忍
- 海渡琴乃（在志摩經營店面）：伊藤友乃

愛知・名古屋
- 尾田登美子（那古野旅館的女將）：山田昌
- 天馬徹太郎（「浪漫Times」的總編輯）：金田龍之介
- 菅谷三千代（天馬的前妻）：高家茂子（たかべしげこ）
- 菅谷博史（三千代與天馬之子，現在在巢鴨拘留所）：美木良介

其他（配角出演）
- 希志子（在濱口家前遊玩的小女孩）：安達祐實
- 美代子（與春樹在列車中相遇的小女孩）：星野真里
- 數寄屋橋的警官：北廣（きたろう）

協力
- 劇團向日葵
- 劇團伊呂波
- 劇團東俳
- 劇團若草
- Japan Action Enterprise
- 若駒
- 東京兒童劇團
- 早川製作
- 鳳製作
- 惡役商會
- 丹波道場　等

#### 台灣播出情形
1994年，華視有鑑於中視將《阿信》搬上八點檔演出而獲得相當不錯的收視率，一度決定將本劇也搬上八點檔播出，意圖與當時中視即將播出的另一齣晨間小說連續劇《阿香》互爭高下。然而因台灣藝人與製作人向行政院新聞局表達日劇搬上八點檔影響本土演藝圈甚鉅，因此當時老三台（台視、中視、華視）共同決議不再於八點檔時段播出日劇，造成本劇遲遲未能在台灣播出。直到1995年12月26日起，才於每週一至五晚上六點半至七點播出，卻因收視不佳的關係，又於1996年6月1日起改為下午一點播出。1996年7月8日起，再調動為下午一點半至兩點播出，全劇於1996年10月中旬時播畢。當時為配音播出，主題曲由施文彬演唱。
2008年3月21日起週一至週五，JET日本台播出本劇，首播時段為04:00，重播時段為07:00、11:00、16:00。2009年2月17日，中視於八點檔時段播出本劇，作為《光陰的故事》的接檔節目；但播出後因收視率不佳，再加上網友們的批評，中視自2009年3月16日起延後本劇首播時間為週一至週四21:30～22:30，重播時間為週二至週五00:30～01:30。依據〈中國電視公司觀眾意見反映處理情形公告：98年1月—3月〉，由於中視取得的本劇母帶日文音軌品質差，中視只提供中文聲道播出，本劇於2009年6月18日播出完畢。

### 廣播復刻版
為NHK放送開始八十周年記念特別番組（2005年3月19至22日）的其中一環，以「復刻廣播劇」的名義播出。播出時間為19日～21日每天21:05左右～21:55（日本時間）。本次廣播劇以NHK保存下來的錄音與劇本做為參考，重製而成。
參與的演員包括田中美里、萩原聖人等人，而旁白則是由電影版飾演女主角氏家真知子的岸惠子擔任。
NHK綜合台也製作了「請問芳名&冬季戀歌 今夜將純愛獻給你…」的特別節目，其中包括廣播劇的收錄影像。播出時間為3月20日夜22:20~21:05（日本時間），主持人為播報員小野文惠。

## 數寄屋橋的拆除

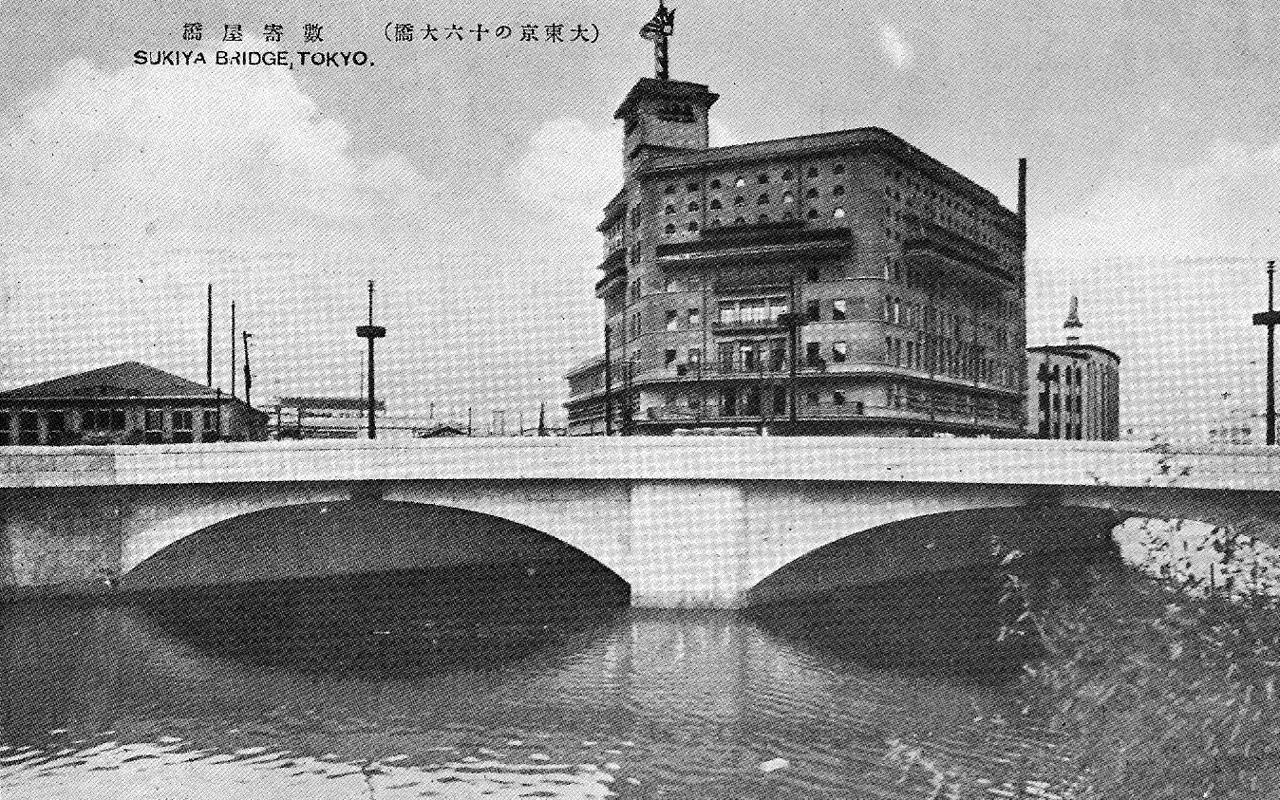
數寄屋橋原貌

1958年，因將要舉辦東京奧運而進行開發，為了建設高速道路而將皇居的外堀加以填埋，数寄屋橋就在此時遭拆除。現今在數寄屋橋交叉點的公園，還留有「請問芳名」原作者菊田一夫親筆題寫「數寄屋橋曾在此處」的小石碑。

## 相關連結
- JET日本台官方部落格（內有晨間劇「請問芳名」各集簡介） （页面存档备份，存于）
- 中視「請問芳名」官方部落格 （页面存档备份，存于）
- http://blog.goo.ne.jp/sandglass_naka/c/d8e195e6f6f338b73544fa9e3f2c4548 （页面存档备份，存于）

## 作品的變遷
| NHK 晨間小說連續劇 每週一～週六        | NHK 晨間小說連續劇 每週一～週六       | NHK 晨間小說連續劇 每週一～週六 |
| -------------------------------------- | ------------------------------------- | ------------------------------- |
|                                        | 請問芳名 （1991.4.1 - 1992.4.4）      |                                 |
| 京都，兩個人 （1990.10.1 - 1991.3.30） | 女人要有膽量 （1992.4.6 - 1992.10.3） |                                 |

| 中視 週一至週四20:00～22:00                                   | 中視 週一至週四20:00～22:00                                            | 中視 週一至週四20:00～22:00 |
| ------------------------------------------------------------- | ---------------------------------------------------------------------- | --------------------------- |
|                                                               | 請問芳名 （2009.2.17 - 2009.3.12）                                     |                             |
| 光陰的故事 （2008.11.10 - 2009.2.17）                         | 老王同學會 （2009.3.16 - 2009.4.28） （星期一至四縮短為 20:00～21:30） |                             |
| 週一至週四21:30～22:30                                        |                                                                        |                             |
| 請問芳名 （2009.2.17 - 2009.3.12） （星期一至四20:00～22:00） | 請問芳名 （2009.3.16 - 2009.6.18 ）                                    | 神鵰俠侶                    |